# 19 de Abril
Pour les articles homonymes, voir 19 et Abril.
19 de Abril, littéralement « 19 avril » en espagnol, est la capitale de la paroisse civile de Samán de Güere de la municipalité de Santiago Mariño de l'État d'Aragua au Venezuela. Elle fait partie de l'agglomération de Maracay.